# 8-ма піхотна дивізія (Третій Рейх)
8-ма піхотна дивізія (Третій Рейх) (нім. 8. Infanterie-Division) — піхотна дивізія Вермахту за часів Другої світової війни. 1 грудня 1941 перетворена на 8-му легку піхотну дивізію.

## Історія
8-ма піхотна дивізія створена 1 жовтня 1934 року під час 1-ї хвилі мобілізації в Оппельні у 8-му військовому окрузі.

## Райони бойових дій
- Німеччина (жовтень 1934 — вересень 1939);
- Польща (вересень — жовтень 1939);
- Німеччина (жовтень 1939 — травень 1940);
- Бельгія та Франція (травень 1940 — квітень 1941);
- Німеччина (Східна Пруссія) (квітень — червень 1941);
- СРСР (центральний напрямок) (червень — листопад 1941).

## Командування

### Командири
- генерал кавалерії Рудольф Кох-Ерпах (нім. Rudolf Koch-Erpach) (15 жовтня 1935 — 25 жовтня 1940);
- генерал-майор Густав Гене (нім. Gustav Höhne) (25 жовтня 1940 — 30 листопада 1941).

## Нагороджені дивізії
Нагороджені дивізії
|  | Кавалери Золотого Німецького Хреста                                                                        | 126                                              |
|  | Кавалери Срібного Німецького Хреста                                                                        | 5                                                |
|  | Кавалери Лицарського хреста Залізного хреста з Дубовим листям                                              | 1 (№773 обер-лейтенант Курт Вічель - 11.03.1945) |
|  | Кавалери Лицарського хреста Залізного хреста                                                               | 50, в тому числі 1 — непідтверджене              |
|  | Кавалери Почесної застібки Сухопутних військ «Почесна застібка на орденську стрічку для Сухопутних військ» | 38                                               |

- Нагороджені Сертифікатом Пошани Головнокомандувача Сухопутних військ (11)
- Нагороджені Сертифікатом Пошани Головнокомандувача Сухопутних військ за збитий літак противника (1)